# Лаго Фучино
Лаго Фучино (Lago Fucino, Lago di Celano; Fucinosee, Celanosee; лат.: Fucinus Lacus)
е името на бивше карстово безотточно езеро, което до пълното му пресушаване през 1875 г. най-голямото вътрешно езеро на Средна Италия.
Езерото се е намирало на 4 км южно от град Авецано в Абруция на надморска височина от 662 м и е имало площ от 155 квадрат км, заобиколено от планини и без естествен отток. То често наводнявало близките селища.
На него се намирал Марувиум, главният град на италийското племе марси. През 89 пр.н.е. Луций Порций Катон напада лагера на марсите при Лаго Фучино, губи битката и е убит.
Още Юлий Цезар планува пресушаване на езерото, заради наводненията и разпространението на малария.
Клавдий строи през 44-54 г. с 30.000 работници тунел през Monte Salviano, който след известно време се запушва.
През 1862 г. е построен 6,3 км дълъг и 21 м широк канал и до 1875 г. езерото е напълно източено.
Днес дъното на езерото е сред най-плодотворните региони на Италия.